# Намазлик
Намазлик, саджжа́да — килимок для намазу, на якому найчастіше зображена ніша (міхраб) з вістрям, зверненим в бік Мекки (кібла).

Арабське слово «саджжада» має той же корінь, що і слово «масджід» (мечеть). Молитовні килимки є для мусульманина місцем відправлення культу і призначені насамперед для захисту від нечистот (наджаса). Деякі мусульмани надають саджжаді особливе релігійне значення і за допомогою килимка як би відокремлюються від зовнішнього світу. Використання килимка при здійсненні молитви не є обов'язковим, а надмірне використання (наприклад, в мечеті поверх килимів) осуджується деякими ісламськими богословами. Зазвичай мусульмани приносять килимок з собою, а після молитви згортають і забирають з собою.